# Danses cosmopolites à transformations
Pour plus de détails, voir Fiche technique et Distribution.
Danses cosmopolites à transformations est un film muet français tourné le 9 avril 1901,  produit par Pathé Frères et sorti en 1902. C'était le « film pilote » de Danses et bals, une nouvelle série lancée par Pathé. Le film exploite  un effet spectaculaire de transformation de costumes obtenu par interruption du tournage entre chaque danse.

## Sujet
« Un groupe de danseurs et danseuses interprète sept danses nationales avec leurs costumes folkloriques respectifs, qu'ils changent à chaque danse sans quitter la scène : valse merveilleuse, matelote française, danse chinoise, danse russe, danse sauvage, tarentelle napolitaine et gigue anglaise. »

## Fiche technique
- Coloriage au pochoir par l'atelier de Segundo de Chomón à Barcelone.